# トロント・アローズ
トロント・アローズ(Toronto Arrows)は、カナダ・オンタリオ州トロントに本拠地を置くラグビーユニオンクラブである。スタジアムはアラムナイ・フィールド及びランポート・スタジアムだが2021年シーズンはルポファミリーフィールド。

## 歴史
2017年、オンタリオ・アローズとして創設。
2018年、トロント・アローズに改称。
2019シーズンからメジャーリーグラグビーに加入。
2023年、社長兼ゼネラルパートナーのビル・ウェッブ（Bill Webb）が死去。同年11月27日、アローズはメジャーリーグラグビー2024年シーズンに出場しないことが発表された。

## スコッド
- コナン・オドネル
- マイク・シェパード (カナダ代表)
- コーリー・トーマス (カナダ代表)
- ルーカス・ラムボール (カナダ代表)
- サム・マルコム
- シェーン・オリアリー (カナダ代表)
- タウタラタシ・タシ

## 歴代所属選手
- ジャスティス・シアーズ＝ドゥル (カナダ代表)
- ルーク・キャンベル (カナダ代表)
- コール・キース (カナダ代表)
- アンドリュー・クワトリン (カナダ代表)
- ドウグ・アイドリッジ(カナダ代表)
- マヌエル・ディアナ (ウルグアイ代表)
- ジェイミー・マッケンジー (カナダ代表)
- ジュゼッペ・デュトイ (カナダ代表)
- ベン・ルサージュ (カナダ代表)
- カイノア・ロイド(カナダ代表)
- レアンドロ・レイバス (ウルグアイ代表)
- ガストン・ミエレス (ウルグアイ代表)
- パトリック・パーフリー (カナダ代表)
- ホアキン・トゥクレ (アルゼンチン代表)
- ジョン・ムーンライト (カナダ代表)
- モーガン・ミッチェル